# The Grey Sisterhood
Pour plus de détails, voir Fiche technique et Distribution.
The Grey Sisterhood est un film muet américain réalisé par Edward LeSaint, sorti en 1916.

## Fiche technique
- Titre : The Grey Sisterhood
- Réalisation : Edward LeSaint
- Scénario : Harvey Gates
- Société de production : Universal Film Manufacturing Company
- Pays de production :  États-Unis
- Langue : film muet avec les intertitres en anglais
- Métrage : 900 mètres
- Format : Noir et blanc — 35 mm — 1,33:1 — Muet
- Genre : Film dramatique
- Durée : 30 minutes
- Date de sortie : 
  - États-Unis : 4 janvier 1916

## Distribution
- William Garwood : Lord John Haselmore
- Ogden Crane : Roger Odell
- Stella LeSaint : Maida Ordell
- Laura Oakley : Head Sister
- Albert MacQuarrie : Docteur Ramese
- Carmen Phillips : Jenny
- Doc Crane : L.J. Calit